# سینماکس
سینِماکس (به آلمانی: Cinemaxx) یک گروه سینمایی در کشور آلمان است. این شرکت که در سال ۱۹۹۸ تأسیس شده دارای ۲۹ مجموعه سینمایی در آلمان و ۳ مجموعه سینمایی در دانمارک است.

## سینماها

### آلمان

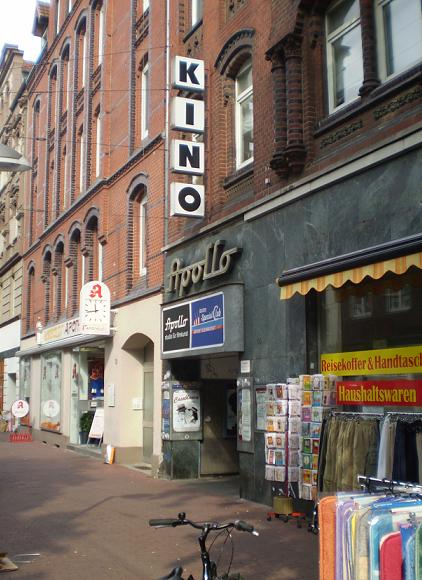
سینماکس هانوفر

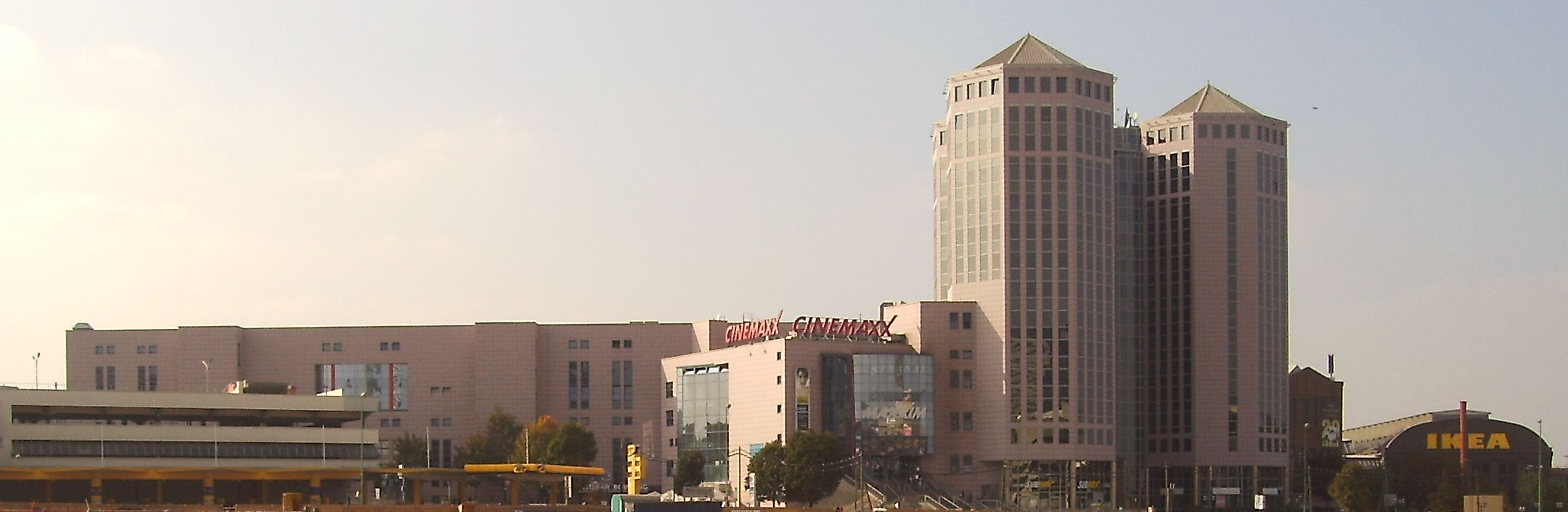
سینماکس اسن

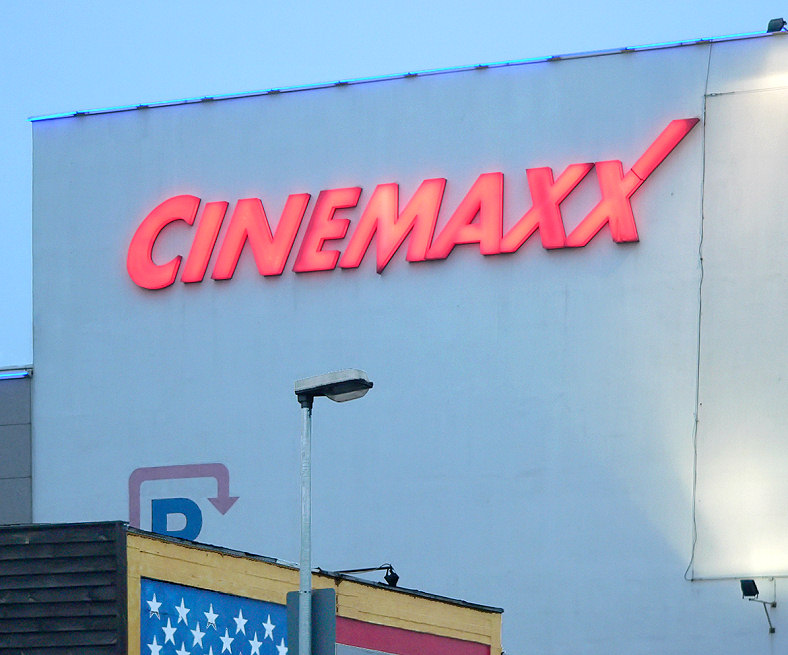
سینماکس هانوفر

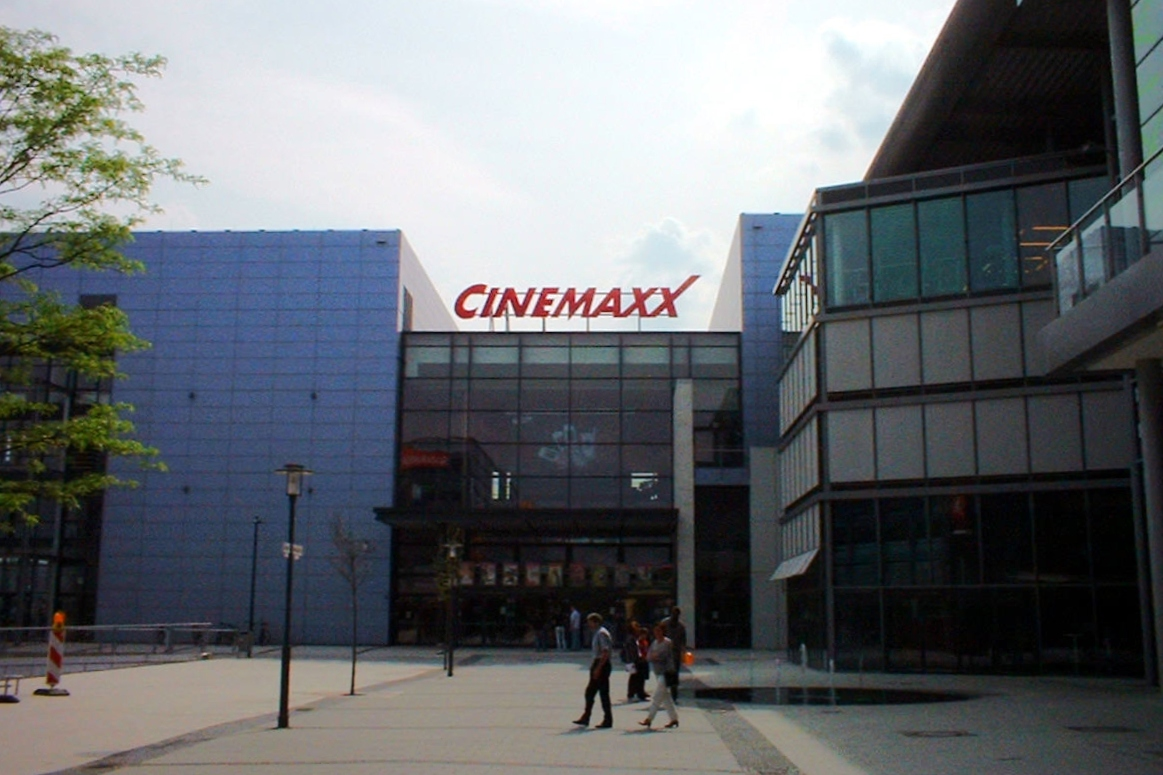
سینماکس بیله‌فلد

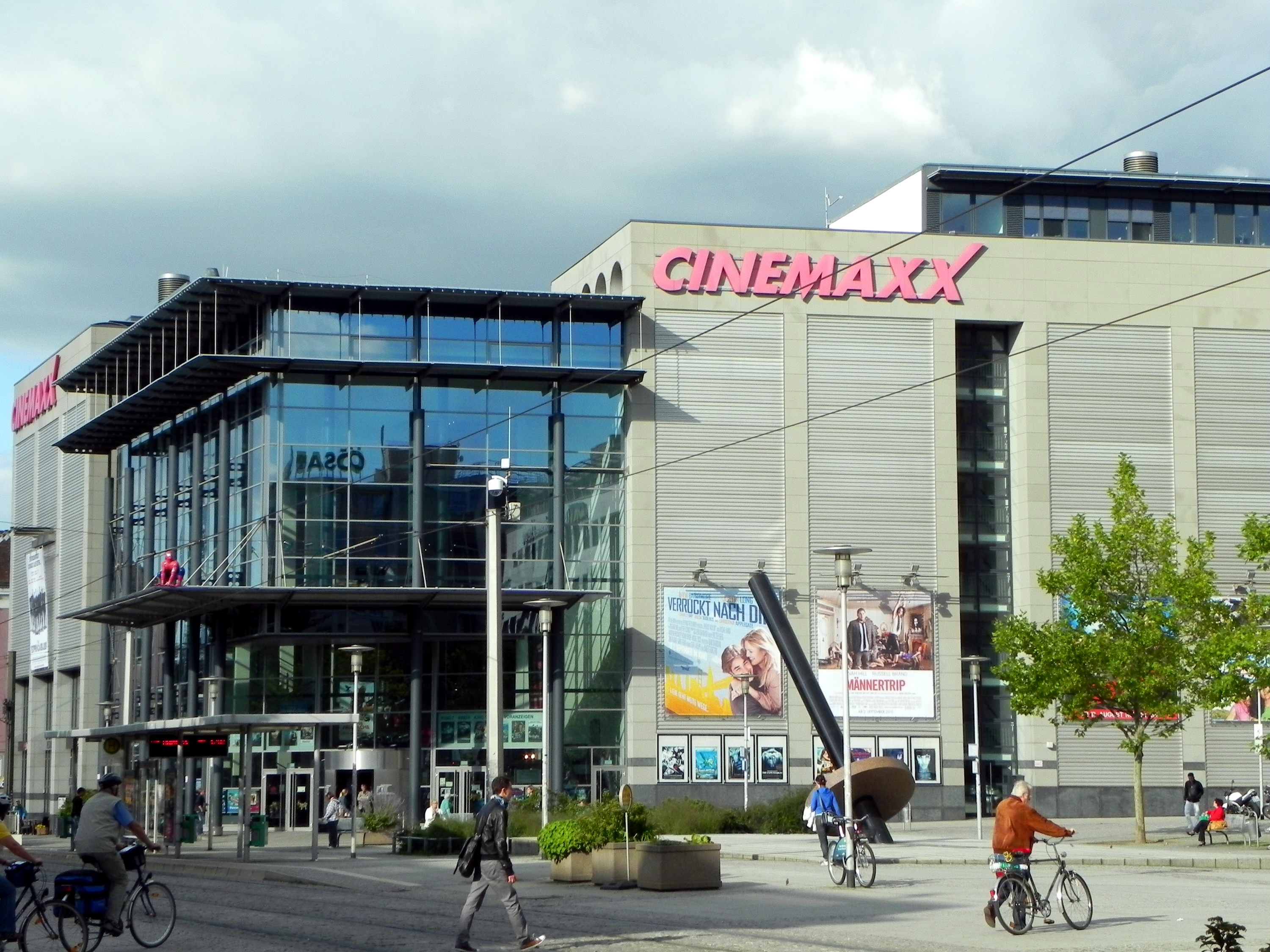
سینماکس ماگدبورگ

| موقعیت            | تأسیس           | سالن | ظرفیت |
| ----------------- | --------------- | ---- | ----- |
| آوگسبورگ          | ۱۳. ژانویه ۲۰۰۰ | ۹    | ۲۴۲۷  |
| برلین             | ۳. سپتامبر ۱۹۹۸ | ۱۹   | ۳۵۳۹  |
| بیله‌فلد           | ۱۷. دسامبر ۱۹۹۸ | ۸    | ۲۶۴۸  |
| برمن              | ۳۰. آوریل ۱۹۹۸  | ۱۰   | ۳۰۵۳  |
| درسدن             | ژانویه ۲۰۰۸     | ۸    | ۱۹۹۱  |
| اسن               | ۱۲. دسامبر ۱۹۹۱ | ۱۶   | ۵۳۷۰  |
| فرایبورگ          | ۲۳. اکتبر ۱۹۹۷  | ۹    | ۲۲۱۰  |
| گوتینگن           | ۱۵. دسامبر ۱۹۹۶ | ۹    | ۱۷۲۵  |
| هاله              | ۲۵. اکتبر ۱۹۹۵  | ۱۰   | ۲۲۵۰  |
| هامبورگ           | ۳. اکتبر ۱۹۹۶   | ۸    | ۲۷۳۰  |
| هامبورگ           | ۷. اکتبر ۱۹۹۹   | ۷    | ۱۶۹۱  |
| هامبورگ           | ۹. نوامبر ۲۰۰۰  | ۵    | ۱۴۱۱  |
| هانوفر            | ۱۴. دسامبر ۲۰۰۰ | ۱۰   | ۲۸۴۸  |
| هایلبرن           | ۱۶. نوامبر ۲۰۰۰ | ۶    | ۱۵۰۶  |
| کیل               | ۸. مارس ۱۹۹۵    | ۱۰   | ۳۰۹۰  |
| کرفلد             | ۴. سپتامبر ۱۹۹۷ | ۱۰   | ۲۲۲۸  |
| ماگدبورگ          | ۲۵. اکتبر ۱۹۹۶  | ۹    | ۲۶۹۴  |
| مولهایم آن در رور | ۱۰. دسامبر ۱۹۹۸ | ۱۱   | ۳۳۵۹  |
| مونیخ             | ۲. سپتامبر ۱۹۹۳ | ۷    | ۱۵۰۱  |
| افنباخ آم ماین    | ۲۵. نوامبر ۱۹۹۹ | ۷    | ۱۶۵۰  |
| اولدنبورگ         | ۱۸. فوریه ۱۹۹۹  | ۸    | ۲۰۰۰  |
| رگنسبورگ          | ۳. دسامبر ۱۹۹۸  | ۸    | ۲۰۵۲  |
| زیندلفینگن        | نوامبر ۲۰۰۵     | ۹    | ۱۶۹۹  |
| اشتوتگارت         | ۸. فوریه ۲۰۰۱   | ۶    | ۱۵۲۶  |
| اشتوتگارت         | ۶. دسامبر ۱۹۹۷  | ۶    | ۱۵۰۰  |
| تری‌یر             | ۱۷. فوریه ۲۰۰۰  | ۷    | ۱۸۱۸  |
| وولفسبورگ         | ۹. نوامبر ۲۰۰۰  | ۷    | ۱۶۳۶  |
| ووپرتال           | ۱۱. دسامبر ۱۹۹۷ | ۹    | ۲۷۳۳  |
| وورتسبورگ         | ۱۸. دسامبر ۱۹۹۹ | ۷    | ۱۸۴۶  |

### خارج از آلمان
| موقعیت | تأسیس   | سالن           | ظرفیت |      |
| ------ | ------- | -------------- | ----- | ---- |
| آرهوس  | دانمارک | ۱۰. اکتبر ۲۰۰۳ | ۱۱    | ۲۰۱۱ |
| کپنهاگ | دانمارک | ۶. اکتبر ۲۰۰۰  | ۱۰    | ۳۲۰۰ |
| ادنسه  | دانمارک | ژوئیه ۲۰۰۰     | ۷     | ۹۷۷  |